# Adelonychia tenebrosa
Espèce
Synonymes
- Diplothele tenebrosus Siliwal, Molur & Raven, 2009

Adelonychia tenebrosa est une espèce d'araignées mygalomorphes de la famille des Barychelidae.

## Distribution
Cette espèce est endémique d'Odisha en Inde,. Elle se rencontre dans les districts de Ganjam et de Puri.

## Description
La femelle holotype mesure 20,66 mm.

## Systématique et taxinomie
Cette espèce a été décrite sous le protonyme Diplothele tenebrosus par Siliwal, Molur et Raven en 2009. Elle est placée dans le genre Adelonychia par Blick en 2022.

## Publication originale
- Siliwal, Molur & Raven, 2009 : « Two new species of the genus Diplothele (Araneae, Barychelidae) from Orissa, India with notes on D. walshi. » Journal of Arachnology, vol. 37, no 2, p. 178-187 (texte intégral).